# Sin Dong-pa
Sin Dong-pa (신동파?; Seul, 2 settembre 1944) è un ex cestista e allenatore di pallacanestro sudcoreano.

## Carriera
Con la Corea del Sud ha disputato il Torneo Pre-Olimpico FIBA 1964 e i Giochi di Tokyo dello stesso anno, oltre ai Giochi del 1968 ed ai Mondiali 1970. Proprio ai Mondiali fu il miglior realizzatore della manifestazione, con 261 punti totali e la media di 32,6 a partita.